# Chana Atallah
Chana Atallah (hebrejsky: חנא עטאללה) byl starostou Východního Jeruzaléma pod jordánskou správou v období od října 1951 do března 1952.